# 아시베 고세이
아시베 고세이(일본어: 芦部 晃生, 2001년 4월 5일~)는 일본의 축구 선수이다.

## 구단 경력
그는 2024년 J1리그의 FC 마치다 젤비아에 입단했다. 2025년 J2리그의 미토 홀리호크로 이적했다.